# Jabulani

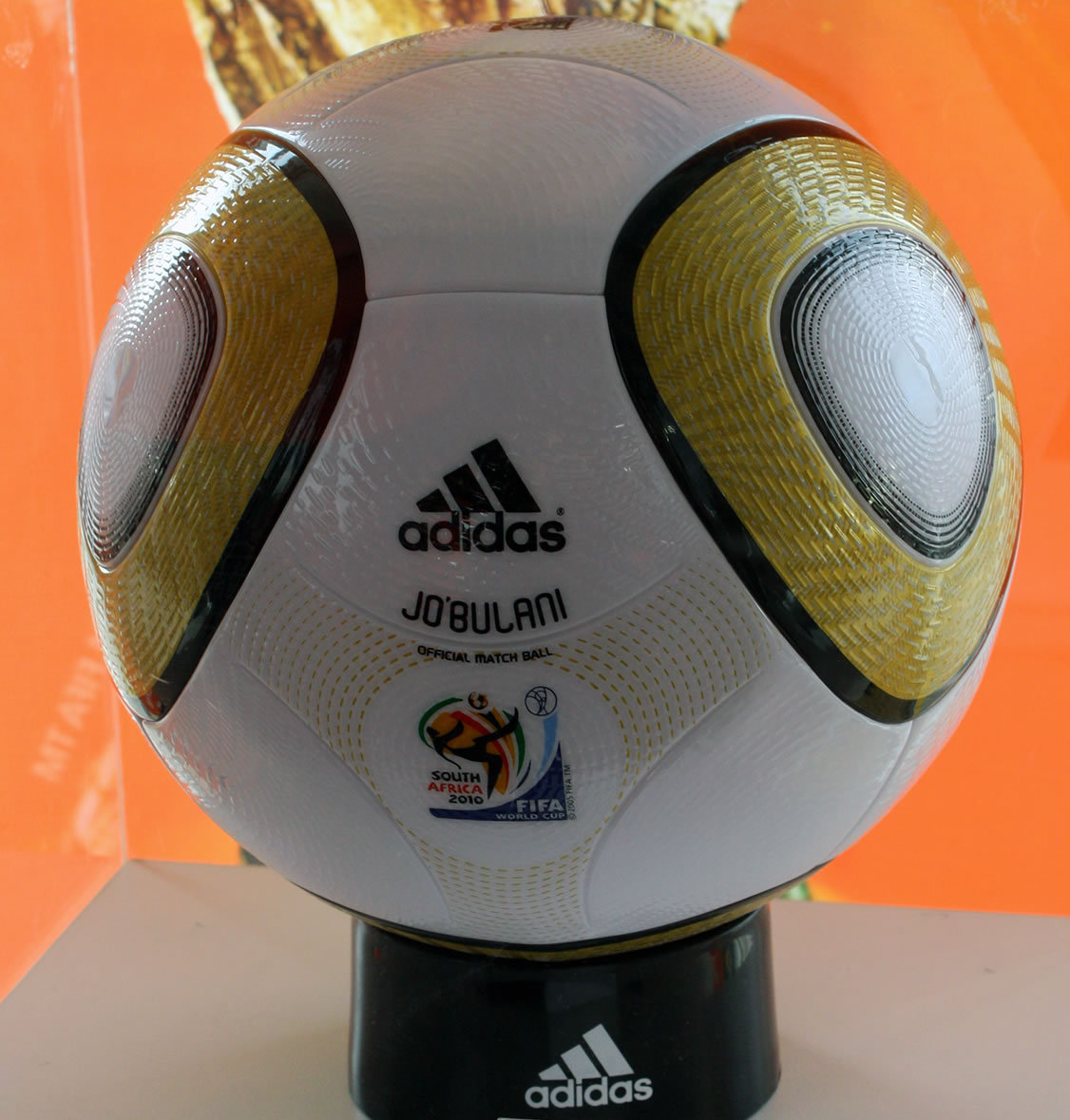
Míč Adidas Jabulani

Jabulani byl oficiální míč pro mistrovství světa ve fotbale 2010. Míč má výbornou[zdroj⁠?!] rotaci a dokáže spoustu nových věcí od jeho předchůdce Teamgeist.[zdroj⁠?!]

## Technické údaje
- Obvod: 69.0-69.25 cm
- Odchylka: ≤ 1.5%
- Absorpce vody: ~ 0%
- Hmotnost: 420 – 445 g
- Ztráty tlaku:

| ≤ 20%
| ≤ 10%
- Kvalitně lepen a utěsněn